# 宮坂ひろし
宮坂 ひろし（みやさか ひろし、1963年8月29日 - ）は、大阪府出身の俳優、MCである。

## 人物
デビュー当初、ベースボール・マガジン社出版『格闘技通信』のアニマル浜口による指導のもとで肉体改造する企画にてビギナーとなり、数か月におよぶトレーニングを課して成功する。師は黒澤明。
周防正行監督の映画では常連俳優の一人。『Shall we ダンス?』のときには製作の話を聞きつけ、密かに社交ダンスの練習をしていたという逸話がある。
幼少期は『ウルトラQ』、『ウルトラマン』、『ウルトラセブン』を熱心に視聴し、将来も「ウルトラマンになりたい」と思っていた。そのため、『ウルトラマンナイス』に主人公・夢星銀河役として出演し、ウルトラマンナイスに変身したことは、幼少期の夢を叶えたことにもなったという。
2022年4月29日に配信の『ウルトラギャラクシーファイト運命の衝突』で、23年ぶりにウルトラマンナイスの声を演じることとなった。

## 出演

### テレビドラマ
- 教師びんびん物語（1988年、CX）
- 悪女はラベンダーの香り（1988年、ANB）[3]
- AV助監督物語（1990年、CX）[4]
- いしいひさいちの なんなんだ!?（1990年、CX）[5]
- ランボー家の戦争（1990年、CX）[6]
- 女優夏木みどりシリーズ(4) 悪女伝説殺人事件（1992年、CX）[7]
- 西遊記（1993年、NTV）
- ムーンスパイラル（1996年、NTV） - 主演・八股傑作 役
- 猫と庄造と二人のおんな（1996年、TX）[8]
- 警視庁鑑識課 / 警視庁鑑識班（NTV）
  - 警視庁鑑識課(1)（1996年）
  - 警視庁鑑識課(2)（1996年）
  - 警視庁鑑識班３（1997年）
  - 警視庁鑑識班４ 木は森に隠された（1997年）
  - 警視庁鑑識班５ 白い小鳥に込めた母への愛（1998年）
- 俺は浪花の漫才師（1997年、TBS）[9]
- 生かし屋という男（1997年、ANB）[10]
- 女弁護士水島由里子の危険な事件ファイル（1997年、CX）
- ウルトラマンダイナ（1997年、TBS） - 宇宙格闘士グレゴール人 役
- 新・腕におぼえあり（1998年、NHK）
- スキッと一心太助（1999年、NHK）
- 花吹雪美人スリ三姉妹(3)（2000年、TBS）
- おだまりコンビ(3) 芸能界殺しのオルゴール（2000年、CX）[11]
- 時空警察ヴェッカーD-02（2002年、テレビ朝日） - 田中守 役
- ゴールデンボウル（2002年、NTV）第２話
- はみだし刑事情熱系VII 最終回（第11回）スペシャル（2003年、ANB）[12]
- 慶次郎縁側日記3（2006年、NHK）
- 浅見光彦シリーズ23～日光殺人事件～（2006年、CX）[13]
- 忘却の調べ～オブリビオン～（2007年、BSジャパン）[14]
- 風林火山（2007年、NHK） - 初鹿野伝右衛門 役　[15]
- 魔法のリノベ 第3話（2022年、CX）- 作曲家のモロミーこと諸見聡[16]役
- NHK連続テレビ小説「あんぱん」（2025-NHK）勢内隆造役[17]

### 映画
- 乱（1985年、東宝、日本ヘラルド映画）
- 敦煌（1988年、東宝、佐藤純彌監督）[18]
- ファンシイダンス（1989年、大映） - 古参 役
- 夢（1990年、ワーナー・ブラザース）
- シコふんじゃった（1992年、東宝） - 北東のケン 役
- トカレフ（1994年） - 警官 役
- 修羅の帝王（1994年、東宝）倉本役
- 大阪極道戦争「しのいだれ」（1994年、大映） - 楠木剛 役[19]
- ゴジラvsスペースゴジラ（1994年、東宝） - 鈴木勇造 役[1]
- 極道の妻たち 赫い絆（1995年、東映）
- SCORE（1995年、松竹） - 殺し屋 役
- Shall we ダンス?（1996年、大映） - 倉高健 役
- 迅雷 組長の身代金（1996年、東映）
- マルタイの女（1997年、東宝） - 劇場所轄の刑事 役
- くノ一忍法帖 柳生外伝（1998年、キングレコード）[20]
- SCORE2 THE BIG FIGHT（1999年、松竹） - ダイヤ 役
- ドリームメーカー（1999年、東映）
- それでもボクはやってない（2007年、東宝）
- 舞妓はレディ（2014年、東宝）
- サバイバルファミリー（2017年、東宝、矢口史靖監督）
- 羊のメリー殺人事件（2018年、アルタミラピクチャーズ製作、今野恭成監督）
- カツベン!（2019年、東映）
- HOSHI 35/ホシクズ（2023年）　横川寛人監督　スズキ役[21]
- 高野豆腐店の春（2023年、アルタミラピクチャーズ制作）三原光尋監督作品　坂下豪志役　[22]

### オリジナルビデオ/DVD
- ドーベルマン刑事（1996年） - 春日井 役
- ウルトラシリーズ
  - ウルトラセブン 太陽の背信（1998年） - ハタ 役
  - ウルトラセブン 模造された男 （1999年） - 大塚刑事 役
  - ウルトラマンネオス 第7話「生態系の王」（2000年） - 成瀬丈 役
- 潜入!食中毒サミット（2020年、東殖、東映） - 主役[23]

### Webドラマ
- ウルトラギャラクシーファイト 運命の衝突（2022年） - ウルトラマンナイス 役[24]
- シコふんじゃった。（2022年 ディズニープラス） - 北東のケン役[25]

### CM
- 日産自動車 イチロニッサン編
- トヨタ自動車 トヨタ・カローラ
- バンダイ ウルトラマンナイス（1999年 - 2000年） - 主演・夢星銀河 役

### 舞台
- Mass JACK SHOW（2001年） - ボルドー 役
- 「TDG THE LIVE ウルトラマンダイナ編 STAGE1 〜新たなる光の勇者〜 in 博品館劇場」[26]（2022年4月29日 - 5月1日） - 本人アテレコ：ニセダイナ、ウルトラマンナイス役